# Sønderskov Hovedgård
Sønderskov Herregård er en herregård beliggende i Folding Sogn sydøst for Brørup. Den huser Vejen Kommunes egnsmuseum Museet Sønderskov.
Sønderskov hørte i middelalderen til Ribe domkapitel. Thomas Juel opførte den nuværende hovedbygning og anlagde det store voldsted i 1620. En senere ejer var Frederik Christian Otto Wedel-Jarlsberg. Med tiden forfaldt hovedgården og det meste af jorden blev solgt fra. På et tidspunkt var Sønderskov, på trods af fredning, tæt på at blive nedrevet. Det blev forhindret ved Helge Kragelunds køb af bygningerne i 1986. Over det næste par år gennemgik Sønderskov en omfattende restaurering og modtog i 1992 Europa Nostra-prisen. Samme år blev Sønderskov åbnet som statsanerkendt museum for Brørup, Vejen og Holsted kommuner. Efter kommunesammenlægningen har museet fået kulturhistorisk ansvar for hele den nye Vejen Kommune.
I museets forhal står den 2 meter høje og 3 tons tunge Maltsten fra omkring 800-tallet, der i 1987 blev fundet i nærheden af et gammelt vadested ved Kongeåen.
- Forhal med Maltstenen til venstre
- Receptionen er udstyret med inventar fra en gammel købmandsbutik
- Rum over forhallen
- Stuerne mod haven
- Stuen lige inden for havedøren
- Riddersalen på 1. sal
- Lærredstapeter i en stue på 1. sal